# Patrick de Paula
Patrick de Paula Carreiro (Río de Janeiro, 8 de septiembre de 1999), conocido como Patrick de Paula o solo Patrick, es un futbolista brasileño. Juega de centrocampista y su equipo es el G. D. Estoril Praia de la Primeira Liga.

## Trayectoria

### Palmeiras
Nacido en Río de Janeiro, entró a las inferiores del S. E. Palmeiras en 2017 luego de jugar un torneo amateur en su pueblo.
El 28 de noviembre de 2019 fue promovido al primer equipo del club. Debutó el 26 de enero del año siguiente en el empate a cero contra el São Paulo F. C. en el Campeonato Paulista. Disputó once encuentros en esta edición, donde el Palmeiras se consagraría campeón.
Debutó en la Serie A el 12 de agosto en el empate 1-1 contra el Fluminense F. C. Anotó su primer gol en la primera división el 23 de agosto, el que fue el gol de la victoria por 2-1 sobre el Santos F. C.

### Botafogo
En marzo de 2022 fue traspasado a Botafogo, firmando un contrato hasta el año 2026. Debutó en una derrota por 3-1 contra el Corinthians el 10 de abril, en el Estádio Nilton Santos, por el Campeonato Brasileiro. Marcó su primer gol para el Fogão en la victoria por 3-0, en la ida de la tercera fase de la Copa de Brasil, donde el Botafogo venció al Ceilândia.
Sufrió una grave lesión en la rodilla izquierda en el partido contra el Flamengo por el Campeonato Carioca. Luego de ser sometido a pruebas de imagen se le detectó una lesión que requería intervención quirúrgica y su recuperación duraría toda esa temporada. No volvió a entrenar con el grupo de Botafogo hasta febrero de 2024. Luego de 400 días de ausencia, volvió a jugar con Botafogo en la victoria por 2-0 sobre Boavista, en la final de la Copa Río 2024.
En agosto de 2024 fue prestado al Criciúma E. C.
Un año después, el 29 de julio de 2025, volvió a ser cedido, esta vez al G. D. Estoril Praia. Deja el Botafogo cedido hasta julio de 2026, y el club carioca tiene prioridad para renovar su contrato al final.

## Estadísticas
Actualizado al último partido disputado el 23 de mayo de 2025.
| Club | Div.          | Temporada     | Liga  | Liga  | Estatal | Estatal | Copas nacionales(1) | Copas nacionales(1) | Copas internacionales(2) | Copas internacionales(2) | Total | Total |
| Club | Div.          | Temporada     | Part. | Goles | Part.   | Goles   | Part.               | Goles               | Part.                    | Goles                    | Part. | Goles |
| --- | ------------- | ------------- | ----- | ----- | ------- | ------- | ------------------- | ------------------- | ------------------------ | ------------------------ | ----- | ----- |
| S. E. Palmeiras · Brasil | 1.ª           | 2020          | 27    | 3     | 11      | 1       | 4                   | 0                   | 8                        | 1                        | 50    | 5     |
| S. E. Palmeiras · Brasil | 1.ª           | 2021          | 26    | 0     | 8       | 0       | 1                   | 0                   | 12                       | 3                        | 47    | 3     |
| S. E. Palmeiras · Brasil | 1.ª           | 2022          | ―     | ―     | 4       | 0       | ―                   | ―                   | 0                        | 0                        | 4     | 0     |
| S. E. Palmeiras · Brasil | Total club    | Total club    | 53    | 3     | 23      | 1       | 5                   | 0                   | 20                       | 4                        | 101   | 8     |
| Botafogo · Brasil | 1.ª           | 2022          | 18    | 1     | ―       | ―       | 4                   | 1                   | ―                        | ―                        | 22    | 2     |
| Botafogo · Brasil | 1.ª           | 2023          | 0     | 0     | 7       | 1       | 0                   | 0                   | 0                        | 0                        | 7     | 1     |
| Botafogo · Brasil | 1.ª           | 2024          | 4     | 0     | 1       | 0       | 2                   | 0                   | 1                        | 0                        | 8     | 0     |
| Criciúma E. C. · Brasil | 1.ª           | 2024          | 5     | 0     | ―       | ―       | ―                   | ―                   | ―                        | ―                        | 5     | 0     |
| Criciúma E. C. · Brasil | Total club    | Total club    | 5     | 0     | 0       | 0       | 0                   | 0                   | 0                        | 0                        | 5     | 0     |
| Botafogo · Brasil | 1.ª           | 2025          | 6     | 0     | 9       | 2       | 3                   | 1                   | 3                        | 1                        | 21    | 4     |
| Botafogo · Brasil | Total club    | Total club    | 28    | 1     | 17      | 3       | 9                   | 2                   | 4                        | 1                        | 58    | 7     |
| G. D. Estoril Praia Portugal | 1.ª           | 2025-26       | 0     | 0     | ―       | ―       | 0                   | 0                   | ―                        | ―                        | 0     | 0     |
| G. D. Estoril Praia Portugal | Total club    | Total club    | 0     | 0     | 0       | 0       | 0                   | 0                   | 0                        | 0                        | 0     | 0     |
| Total carrera | Total carrera | Total carrera | 86    | 4     | 40      | 4       | 14                  | 2                   | 24                       | 5                        | 164   | 15    |
| (1) Incluye datos de la Copa de Brasil y Supercopa de Brasil. (2) Incluye datos de la Copa Libertadores, Recopa Sudamericana y Copa Mundial de Clubes de la FIFA. |               |               |       |       |         |         |                     |                     |                          |                          |       |       |

## Palmarés

### Títulos estatales
| Título              | Club            | Estado    | Año  |
| ------------------- | --------------- | --------- | ---- |
| Campeonato Paulista | S. E. Palmeiras | São Paulo | 2020 |
| Campeonato Paulista | S. E. Palmeiras | São Paulo | 2022 |

### Títulos nacionales
| Título         | Club            | País   | Año  |
| -------------- | --------------- | ------ | ---- |
| Copa de Brasil | S. E. Palmeiras | Brasil | 2020 |
| Serie A        | Botafogo F. R.  | Brasil | 2024 |

### Títulos internacionales
| Título              | Club            | Sede           | Año  |
| ------------------- | --------------- | -------------- | ---- |
| Copa Libertadores   | S. E. Palmeiras | Río de Janeiro | 2020 |
| Copa Libertadores   | S. E. Palmeiras | Montevideo     | 2021 |
| Recopa Sudamericana | S. E. Palmeiras | São Paulo      | 2022 |
| Copa Libertadores   | Botafogo F. R.  | Buenos Aires   | 2024 |